# Traquiandesito

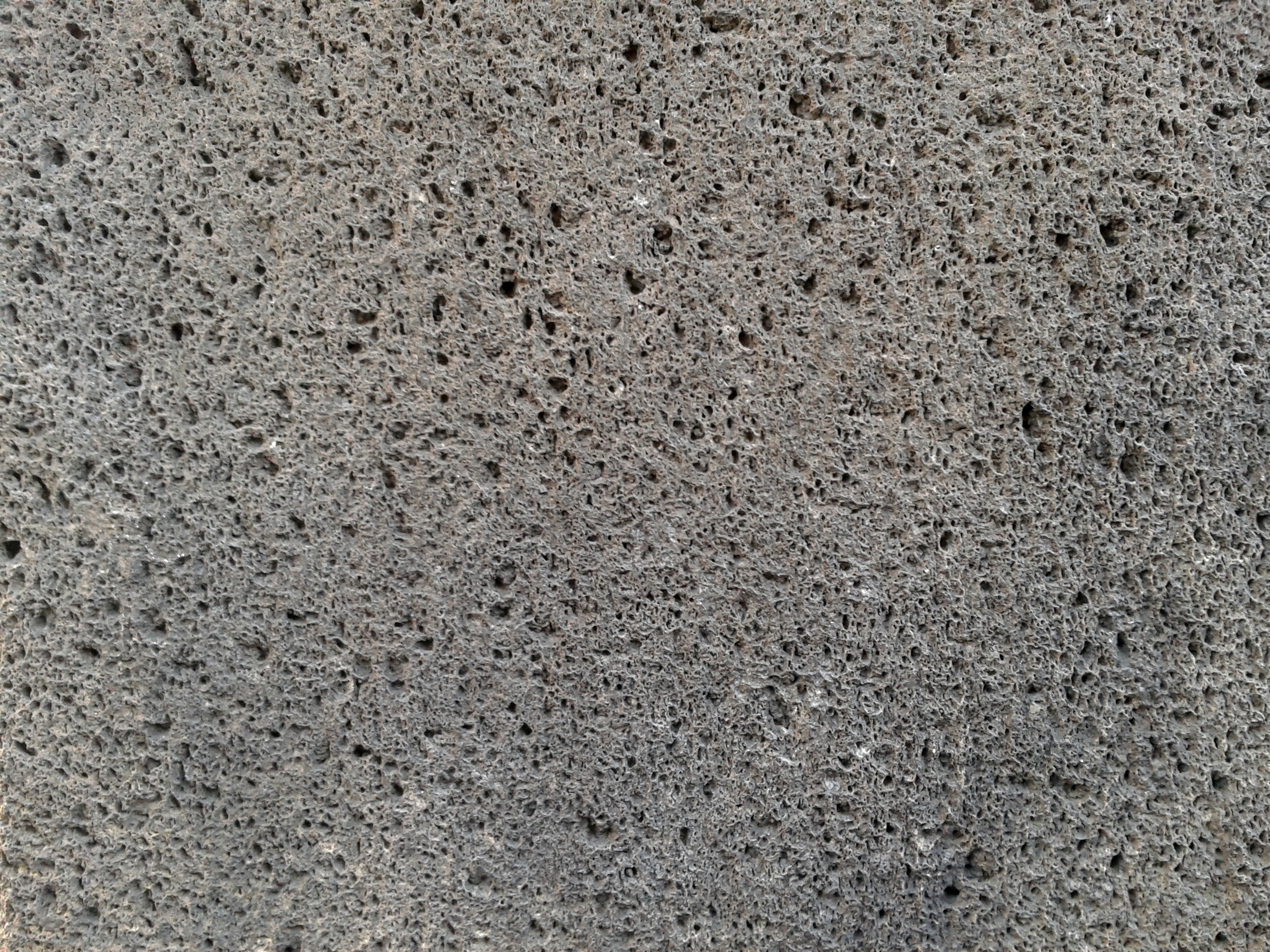
Um bloco de lava traquiandesítica de um vulcão de Auvergne, França, usado como alvenaria nas paredes da catedral de Clermont-Ferrand, França.

Traquiandesito é uma rocha vulcânica da série alcalina, com uma composição mineral intermédia entre o traquito e o traquibasalto, em geral de coloração cinzenta. É composta principalmente de feldspatos alcalinos e plagioclase sódica, junto com um ou mais minerais máficos nomeadamente anfíbolas, biotite ou piroxena. Pode apresentar quartzo livre e pequenas quantidades de nefelina e apatite.

## Descrição
O traquiandesito é uma rocha ígnea extrusiva que resulta da diferenciação de basaltos alcalinos por cristalização fraccionada ou da mistura de magma basáltico com magma com composição próxima do traquito ou do riolito. O traquiandesito não pode ser confundido com o andesito, uma rocha também vulcânica mas que pertence à série calco-alcalina.
Apresenta uma composição química e mineral entre o traquito e o andesito. Tem pouco ou nenhum quartzo livre, mas a sua composição mineral é dominada feldspatos alcalinos e plagioclases sódicas, em conjunto com um ou mais dos seguintes minerais máficos: anfíbola, biotite ou piroxena. Podem estar presentes pequenas quantidades de nefelina e a apatite é um mineral acessório comum.
Foram encontradas rochas traquiandesíticas em zonas de vulcanismo intraplaca. Algumas localizações onde se acharam estes materiais são: os Montes Dore, na região francesa de Auvergne e o arquipélago pacífico de Revillagigedo.
O magmas traquiandesíticos podem produzir erupções plinianas, de carácter explosivo, como a que ocorreu em 1815 no Monte Tambora, na ilha indonésia de Sumbawa.